# Església dels Sants Metges (Sant Julià de Ramis)
Els Sants Metges és una església romànica amb modificacions dels segles xvii i xviii al terme municipal de Sant Julià de Ramis a la comarca del Gironès protegida com a bé cultural d'interès local. L'antiga parròquia de Sant Julià de Ramis, avui convertida en santuari, és dalt d'una serra en l'antic nucli deshabitat de la població, a uns 5 km al nord de la ciutat de Girona i també al nord de la comarca del Gironès. L'església és situada a la muntanya de Sant Julià de Ramis, que separa les planes de Girona i de l'Empordà, vorejada parcialment pel Ter i propera al Terri. S'ubica en un petit altiplà artificial, al punt més alt de la muntanya. Té una situació privilegiada des del punt de vista estratègic: al cim de la muntanya, dominant els passos que duen a les planes de l'Empordà i la Depressió Prelitoral. Està dedicada als màrtirs Sants Cosme i Damià (els Sants Metges).
L'església fou construïda al voltant d'un temple romà d'època republicana (segle II aC) del que s'ha localitzat restes del podi i blocs de pedra sorrenca que posteriorment es van aprofitar per a la construcció de l'església i el Castellum Fractum.

## Arquitectura

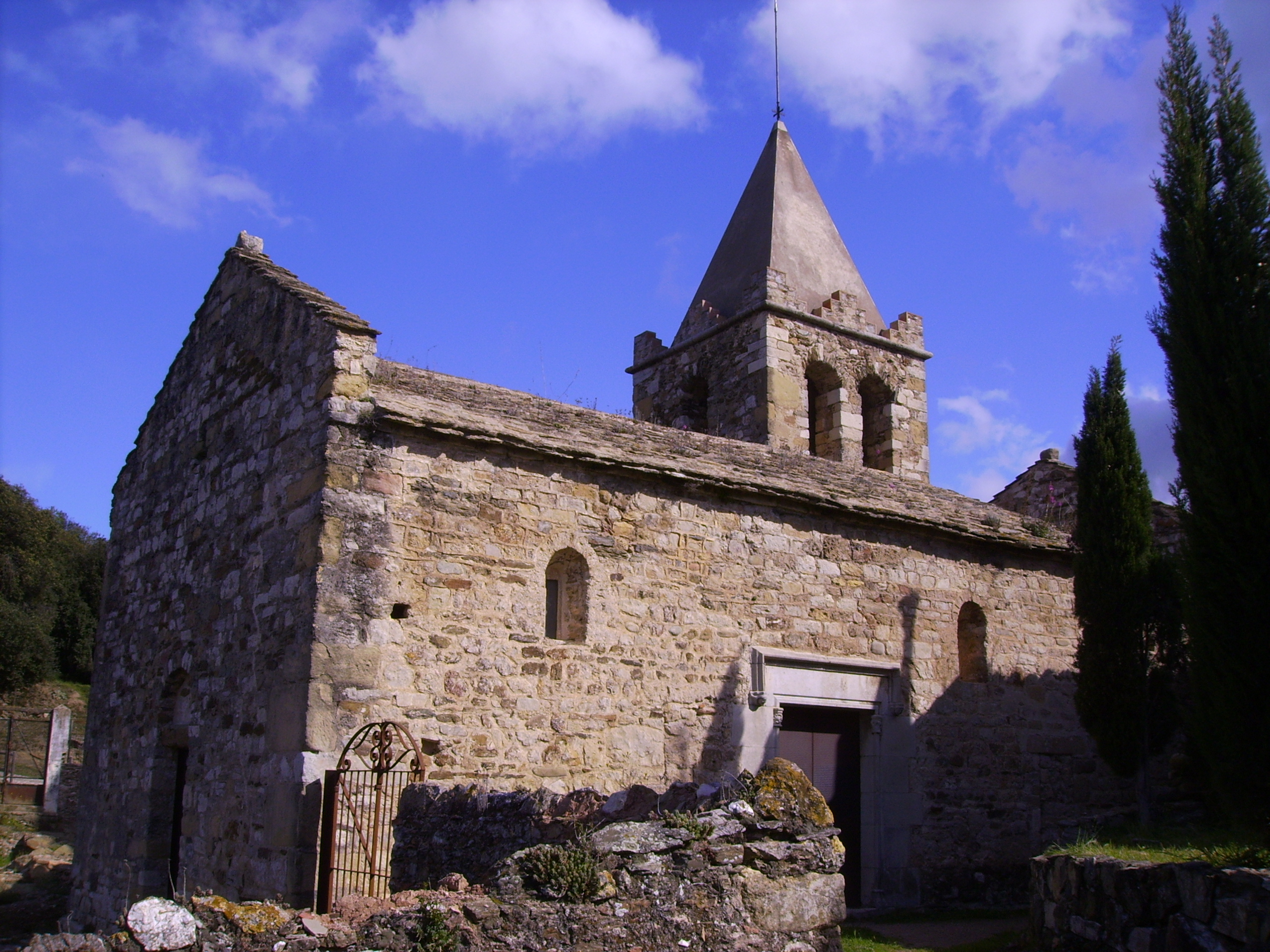

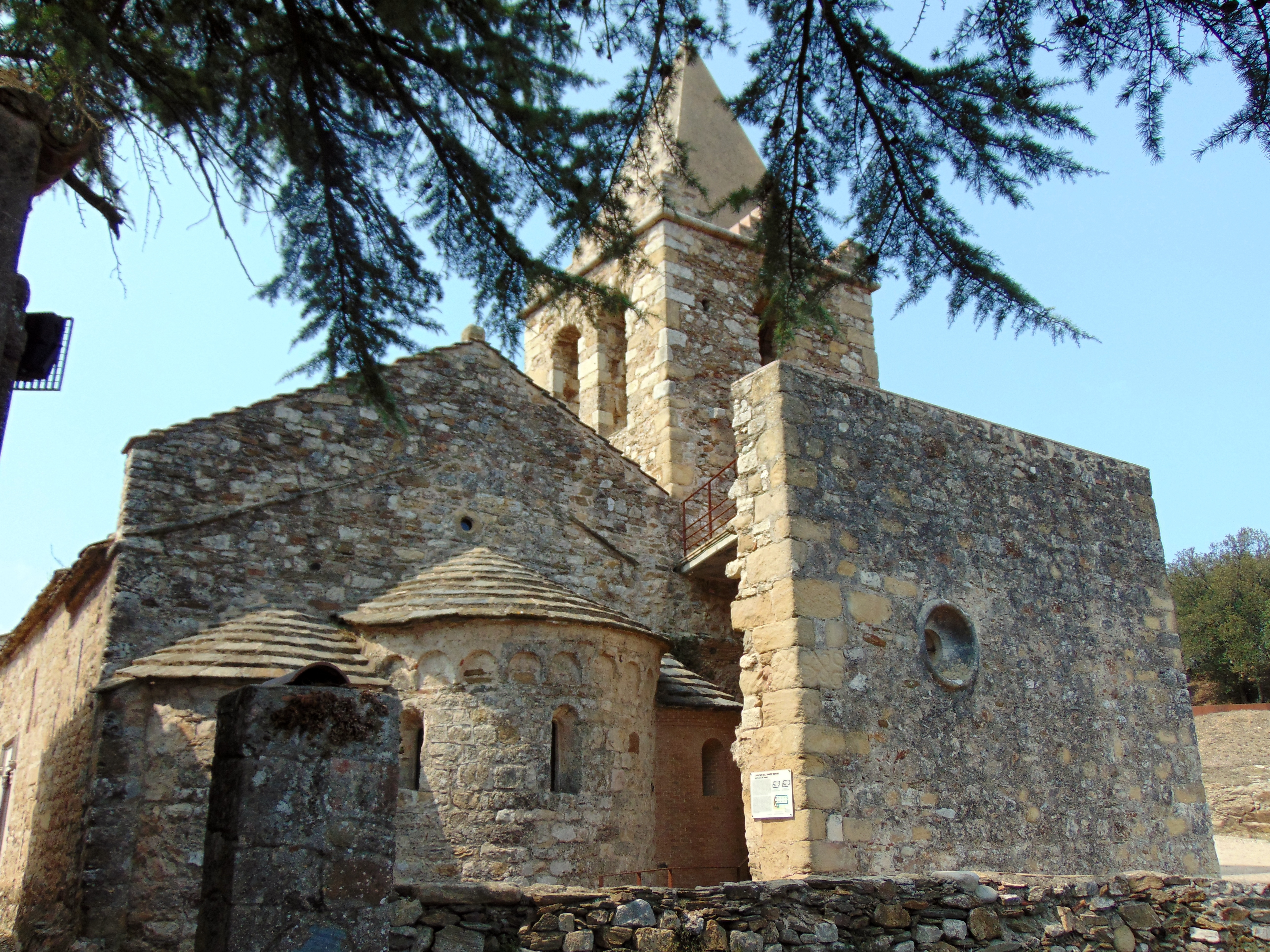

L'església és de tres naus, molt estretes i allargades, sense transsepte, i amb coberta de volta de canó, la central és més alta, i de tres absis. El de l'esquerra (nord) fou reemplaçat per la sagristia el 1736, per dos cossos rectangulars que es reflecteixen a l'exterior per un terrat pla i que també és la base del campanar, de 1610. Aquest campanar és de planta rectangular acabat en punxa a quatre vessants i obertures d'arc de mig punt, dos a la cara nord i sud i un a les cares est i oest. L'entrada és a l'est, amb una porta renaixentista molt fina, de llinda plana i guardapols que clou en caparrons d'àngels, els brancals són de columnetes amb base i capitell de motius florals. Aquesta façana també té dues finestres de doble biaix. El tester del sud, ara restaurat, presenta un arc de punt rodó, que podia ser l'antiga entrada, i el frontó del teulat a doble vessant. Al nord hi ha l'absis amb arcuacions llombardes i dues obertures de doble biaix, una escala exterior que mena al campanar i una terrassa.
A l'interior de l'església es conserva un sepulcre, anomenat "d'en Carlemany". Es tracta d'un sepulcre de caixa rectangular i tapa a doble vessant (massissa), dues cartel·les a la paret l'aguanten pel darrere, i dos capitells (el de la dreta és nou) amb columnetes cilíndriques amb basa de motllures d'1/4 de canya. No hi ha cap decoració. La tapa està partida i hi ha un apedaçament a la part frontal de la capça.
En les excavacions que s'han dut a terme a l'interior de l'església han quedat al descobert diverses estructures, de diferents èpoques, que demostren la llarga ocupació que ha patit aquest indret. Per una banda, a sota mateix de la sagristia actual s'ha localitzat el campanar original del segle xi, i tot un seguit de tombes que assenyalen l'antic cementiri. També s'ha descobert part d'una estructura quadrangular que aniria per sota l'església, i de la qual només es conserva la façana est que ens parlaria d'un edifici tardoantic, possiblement de caràcter martirial. Per sota de la fonamentació de la possible construcció tardoromana ha aparegut també un mur del poblat ibèric que aviat ocupa tot el cim de la muntanya.

## Història
Tot i que es desconeix la data de consagració, tant l'estil com la tècnica la situen dins del segle onzè. Les primeres notícies documentals daten de l'any 1187 en què apareix com a institució canònica agustiniana. El 1275 trobem Bernard, prior de Sancti Vicentii de Rupe amb Sancti Juliani de Rama. En el segle xiv apareix l'any 1362 com a Sancti Julianis de Ramis (Llibre Verd) del capítol de Girona i el 1372 en la redempció del bovatge al rei Pere III per Sancti Juliani de Ramis. L'any 1943 va perdre la condició de parròquia. A la construcció apareixen les dates inscrites: 1610: setembre, construcció del campanar. 1736: llindes: "pages r 1736" i " octubre 26 1736 narcissus pagès sti juliani de ramis / orvd, Tr". A tres làpides interiors s'hi pot llegir: RECTOR NARCIS DE PAGÈS, 17 oct 1776 (58 anys rector), GALCERAN COLL (moliner de farina) 1611 i FRANCISCO VILA... SETEMBRE 1709. Segons explica la llegenda, el sepulcre que es conserva del segle xii pertanyia a un dels soldats que col·laboraren amb Carlemany en l'alliberament de Girona. Actualment es troba dins de l'església. Abans estava adossat a la façana oest de l'església, dins del cementiri del poble, i les bases de les columnes eren mig soterrades.